# Підкова Ігор Зіновійович
Ігор Зіновійович Підко́ва (нар. 4 лютого 1960, Львів) — український історик та видавець енциклопедій.

## Життєпис
Народився 4 лютого 1960 року у Львові в родині службовців. У 1977 році закінчив львівську спеціалізовану загальноосвітню школу № 8. Навчався на історичному факультеті Львівського державного університету імені Івана Франка, який закінчив 1982 року. 
Впродовж наступних 10 років працював вчителем історії у середніх школах міста Львова. У 1984-1991 роках обіймав посаду вчителя у середній школі №63 Львова. 
З 1991 по 1993 рік був методистом Львівського обласного інституту удосконалення вчителів.
У 1992 році організував Львівську гуманітарну гімназію для юнаків, яку очолював до 1996 року. З січня 1997 року — асистент кафедри давньої історії України та архівознавства інституту історичних досліджень Львівського національного університету імені Івана Франка. Протягом багатьох років був секретарем Львівської міської громадської організації «Фонд „Демократичний семінар“». Учасник низки науково-практичних конференцій, зокрема у Харкові та Одесі (2011).
У 2013 році в Інституті народознавства НАН України захистив кандидатську дисертацію на тему: «Становлення і діяльність Народної Ради (серпень 1989 р. — грудень 1991 р.)».
Сфера наукових зацікавлень: історична лексикографія, історія України XX століття. Підготував до друку низку енциклопедичних видань з історії України і всесвітньої історії, опублікував низку статей, присвячених історії України кінця минулого століття.

## Найважливіші праці
- Давня історія України (навчальний посібник у співавторстві з М. А. Пелещишиним). — Львів, 1994.
- Довідник з історії України (науковий редактор і упорядник, автор статей). — Т. 1: А—М [Архівовано 31 січня 2020 у Wayback Machine.], Т. 2: Н—С [Архівовано 31 січня 2020 у Wayback Machine.], Т. 3: Т—Ю [Архівовано 3 серпня 2020 у Wayback Machine.]. — Київ, Генеза, 1993—1998.
- Поступ незалежності. Хроніка подій. — Львів, 2000.
- Світова історія XIX—XX ст.: Словник (у співавторстві з О. Джеджорою). — Львів, 2000.
- Програми для загальнонаціональних шкіл. Історія України 5–11 класи; Всесвітня історія 6–11 класи. МОН України. — Київ, 2001.
- Світова історія XX століття. Енциклопедичний словник (науковий редактор і упорядник, автор статей). — Львів, Літопис, 2008.